# Immigració a l'Argentina

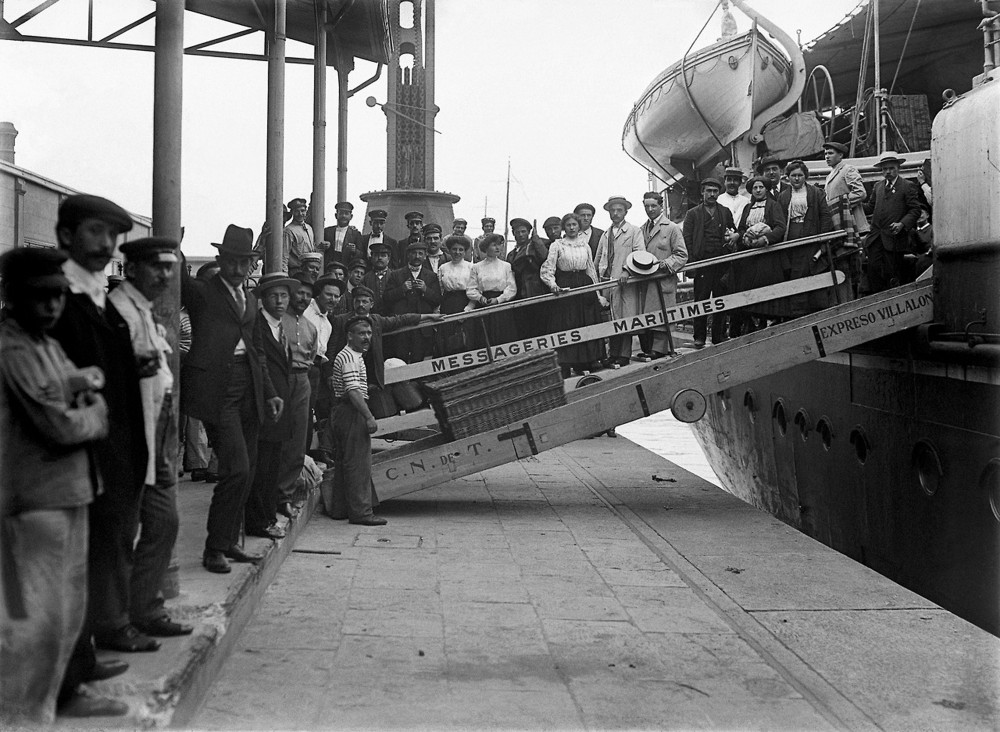
Immigració a l'Argentina

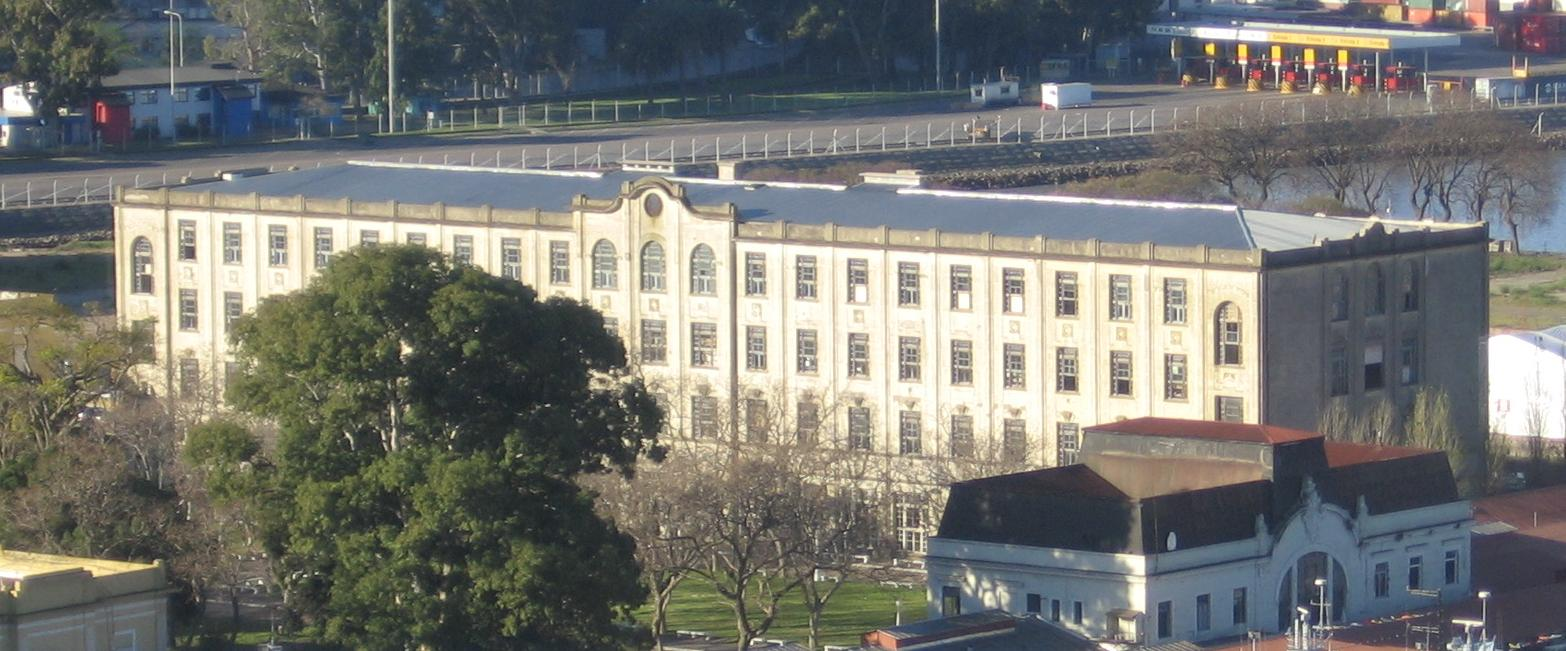

Les immigracions al territori actual de l'Argentina van començar fa diversos mil·lennis a.C., amb l'arribada de les cultures d'origen asiàtic al continent americà per Beríngia, segons les teories més acceptades, i van anar poblant lentament el continent americà. A l'arribada dels espanyols, els habitants de l'actual territori argentí eren aproximadament 300.000 persones, pertanyents a nombroses civilitzacions, cultures i tribus diferents. Després de la conquesta espanyola van arribar al territori argentí immigrants d'arreu del planeta.

## Corrents migratoris
El territori argentí ha experimentat diferents corrents migratoris:
- La colonització hispànica entre els segles XVI i xviii, majoritàriament masculina, es va assimilar en gran part amb els nadius en un procés de mestissatge, encara que no tot l'actual territori va ser efectivament colonitzat pels espanyols.[2] La regió del Gran Chaco, la Patagònia oriental, l'actual província de la Pampa, la zona sud de Còrdova i de la major part de les actuals províncies de Buenos Aires, San Luis i Mendoza es van mantenir sota domini indígena —guaycurús i wichís a la regió chaqueña; huarpes a la cuyana i nord del Neuquén; ranquels a l'est del Cuyo i nord de la regió de La Pampa; tehueltxes i maputxes a les regions pampeana i patagona, i Selknam i yamanes a l'arxipèlag de Terra del Foc, que es van anar "maputxitzant", primer a l'est de la serralada dels Andes, "mixogenitzant" els pehuenches a mitjan segle XVIII i continuant cap al 1830 amb els aborígens de les pampes i nord de la Patagònia, sent conquerides per l'Estat argentí, després de la seva independència.
- La població negra a Argentina introduïda de forma forçada des de l'Àfrica subsahariana, portada per treballar com a esclaus a la colònia entre els segles XVII i XIX en gran nombre i principalment d'origen Bantu.
- La immigració principalment europea i en menor mesura de l'Orient Mitjà, incloent poblacions àrabs i jueves, produïda entre finals del segle xix i la primera meitat del XX (particularment italians[3] i espanyols, en aquest ordre quantitatiu), fomentada per la Constitució Argentina de 1853 sota la base del precepte alberdià, de governar és poblar, destinada a generar un teixit social rural i a finalitzar l'ocupació dels territoris pampeans que fins a la segona campanya militar de Julio A. Roca denominada Conquesta del Desert estaven sota control de les parcialitats de maputxes i de pehuenches i ranqueles araucanitzats, que tenien una aportació genètica europea, fruit de l'abundància de captives conseqüent als malons dels mateixos.[4]
- La immigració de països veïns (Uruguai,[5] Xile,[6] Brasil,[7] Bolívia[8] i Paraguai)[9] més o menys continua al llarg dels segles XIX, xx i XXI. Aquests corrents immigratoris que es remunten a les primeres civilitzacions terrissaires aparegudes en territori argentí, a diferència de la immigració europea, ha estat considerada per alguns com «un problema», per no estar inclosos en la immigració fomentada per l'Estat en compliment de la Constitució.[10][11]
- Els corrents immigratoris del Japó i Corea.
- A partir de les dècades de 1980 i 1990 provenen especialment de Xile, Paraguai, Bolívia,[12] Perú, Àsia i Europa oriental.
- Durant el XXI es produeix la tornada d'una part dels migrants argentins i els seus descendents des d'Europa i els Estats Units d'Amèrica. A més, segueixen arribant immigrants provinents de Bolívia, Paraguai i el Perú;[13] i ara també hi ha corrents migratoris provinents de la Xina,[14] Colòmbia,[15][16][17] Cuba,[18] Veneçuela,[19][20] Senegal,[21][22] Equador[16][23] i Haiti.

Segons l'últim informe del cens nacional de 2010, l'Argentina compta amb 1.900.000 immigrants. Es calcula que els immigrants superaven els 2.000.000 l'any 2015. Això col·loca a l'Argentina com el major receptor d'immigrants de tota Llatinoamèrica, i en termes absoluts a nivell mundial col·loca a Argentina en el 29è lloc.

## Immigració actualment

### Dades estadístiques
El cens nacional del 2010 va estimar que al moment residien al país un total de 1.805.957 immigrants, equivalent a un 4,5% de la població. Per al cens nacional del 2022 el nombre havia augmentat a 1.933.463, però el percentatge, sobre el total de la població, es va reduir al 4,2%.
D'acord amb dos successius informes de l'Organització de les Nacions Unides (ONU), el 2015, l'Argentina comptava amb uns 2.086.302 residents nascuts a l'exterior, i el 2017, amb 2.164.524, equivalents a un 4,6% i 4,9% de la població, respectivament; entre un 2 i 3% són ciutadans de països limítrofs. Per a l'informe del 2020 aquest nombre ascendia a 2.281.728, cosa que representava el 5,03% de la població total.
La taxa d'estrangers en proporció als nascuts al país és molt petita en comparació amb altres nacions (121è), però mesurat en termes absoluts, Argentina és el receptor d'immigrants més gran de tot Amèrica Llatina, així com el que més quantitat té a la regió, i se situava, per al 2015, 29è en el rànquing mundial.

## Dades estadístiques
Segons un informe de l'ONU, a l'any 2015 el 4,6% de la població argentina són immigrants nascuts a un altre país, un percentatge molt petit en comparació d'altres països (129 en el rànquing). No obstant això, mesurat en termes absoluts l'Argentina té dos milions d'estrangers, el major nombre a Amèrica Llatina i 29è del rànquing mundial.

### Quadres

#### Les 20 comunitats immigrants més grans segons els censos de 1991, 2001 i 2010
| Lloc          | País de procedència  | 2010      | 2001      | 1991      |
| ------------- | -------------------- | --------- | --------- | --------- |
| 1è            | Paraguai             | 550 713   | 325 046   | 254 115   |
| 2è            | Bolívia              | 345 272   | 233 464   | 145 670   |
| 3è            | Xile                 | 191 147   | 212 429   | 247 987   |
| 4è            | Perú                 | 157 514   | 88 260    | 15 939    |
| 5è            | Itàlia               | 147 499   | 216 718   | 356 923   |
| 6è            | Uruguai              | 116 592   | 117 564   | 135 406   |
| 7è            | Espanya              | 94 030    | 134 417   | 244 212   |
| 8è            | Brasil               | 41 330    | 34 712    | 33 966    |
| 9è            | Estats Units         | 19 147    | 10 552    | 9755      |
| 10è           | Colòmbia             | 17 576    | 3876      | 2638      |
| 11è           | Xina                 | 8929      | 4184      | 2297      |
| 12è           | Alemanya             | 8416      | 10 362    | 15 451    |
| 13è           | Corea del Sud        | 7321      | 8290      | 8371      |
| 14è           | França               | 6995      | 6578      | 6309      |
| 15è           | Portugal             | 6785      | 9340      | 13 229    |
| 16è           | Polònia              | 6428      | 13 703    | 28 811    |
| 17è           | Veneçuela            | 6379      | 2774      | 1934      |
| 18è           | República Dominicana | 5661      | 1497      | N/D       |
| 19è           | Mèxic                | 5042      | 3323      | 2277      |
| 20è           | Ucraïna              | 4830      | 8290      | 3498      |
| Altres països | Altres països        | 57 351    | 86 561    | 99 422    |
| TOTAL         | TOTAL                | 1 805 957 | 1 531 940 | 1 628 210 |

### Origen dels immigrants a l'Argentina fins al 1940
| Immigració bruta per nacionalitat (1857-1940) | Immigració bruta per nacionalitat (1857-1940) | Immigració bruta per nacionalitat (1857-1940) |
| Nacionalitat                                  | Quantitat (en milers)                         | Percentatge sobre el total                    |
| --------------------------------------------- | --------------------------------------------- | --------------------------------------------- |
| Itàlia                                        | 2.970                                         | 44,9 %                                        |
| Espanya                                       | 2.080                                         | 31,5 %                                        |
| França                                        | 239                                           | 3,6 %                                         |
| Polònia                                       | 180                                           | 2,7 %                                         |
| Rússia                                        | 177                                           | 2,7 %                                         |
| Turquia                                       | 174                                           | 2,6 %                                         |
| Alemanya                                      | 152                                           | 2,3 %                                         |
| Imperi Austrohongarès                         | 111                                           | 1,7 %                                         |
| Regne Unit                                    | 75                                            | 1,1 %                                         |
| Portugal                                      | 65                                            | 1,0 %                                         |
| Iugoslàvia                                    | 48                                            | 0,7 %                                         |
| Suïssa                                        | 44                                            | 0,7 %                                         |
| Bèlgica                                       | 26                                            | 0,4 %                                         |
| Dinamarca                                     | 18                                            | 0,3 %                                         |
| Estats Units                                  | 12                                            | 0,2 %                                         |
| Països Baixos                                 | 10                                            | 0,2 %                                         |
| Suècia                                        | 7                                             | 0,1 %                                         |
| Altres                                        | 223                                           | 3,4 %                                         |
| Total                                         | 6.611                                         |                                               |

Notes
1. ↑  Inclou ucraïnesos, jueus i belarussos en la regió oriental de Polònia. Los colonos eslavos del Nordeste Argentino Arxivat 2017-09-24 a Wayback Machine.
2. ↑  Inclou a ucraïnesos, alemanys del Volga, belarussos, polonesos, lituans etc. que en aquell temps estaven sotmesos al tsar i van entrar amb passaport rus.
3. ↑  Cal aclarir que la distinció entre turcs, palestins, sirians, libanesos, i àrabs només es va fer de forma oficial a partir de 1920. Fins llavors, tots emigraven amb passaport turc — cosa que va generalitzar l'ús del qualificatiu fins a l'actualitat— perquè jurídicament residien a l'Imperi Otomà. De fet, cadascun d'ells s'identificava amb el seu poble d'origen.
4. ↑  El 1867 l'Imperi Austríac i el Regne d'Hongria van signar un tractat conegut com a Ausgleich, creant una monarquía dual: l'Imperi Austrohongarès. Es va desintegrar a finals de 1918 amb el final de la Primera Guerra Mundial. El que era l'Imperi Austrohongarès es reparteix actualment en tretze estats europeus que són actualment Àustria, Hongria, República Txeca, Eslovàquia, Eslovènia, Croàcia, Bòsnia i Hercegovina i les regions de Voivodina a Sèrbia, Boques de Kotor a Montenegro, Trentino-Alto Adige i Trieste a Itàlia, Transsilvània i part del Banat a Romania, Galítsia a Polònia i Rutènia (regió subcarpàtica a Ucraïna), la major part dels immigrats amb passaport «austrohongarès» foren persones dels col·lectius: croat, polonès, hongarès, eslovè, txec, romanès i fins i tot italians del nord-est.
5. ↑  El Regne Unit fins al 1922 incloïa tota Irlanda, gran part dels immigrants britànics —que llavors se solien anomenar «anglesos»— foren de procedència irlandesa, sumats a la població d'origen gal·lès i escocès.
6. ↑  Portugal fins 1974 posseïa les següents dependències Angola, Cap Verd, Guinea Bissau, Macau, Moçambic, São Tomé i Príncipe, Timor Leste.
7. ↑  L'estat conegut genèricament com a Iugoslàvia va agrupar, entre 1918 i 1992, els actuals estats independents de Bòsnia i Hercegovina, Croàcia, Eslovènia, Macedònia del Nord, Montenegro i Sèrbia.
8. ↑  Al voltant del 52% dels immigrants del període 1857-1939 es van establir definitivament.

### La immigració neta
| Immigració neta (1857-1976) | Immigració neta (1857-1976) |
| Període                     | Total                       |
| --------------------------- | --------------------------- |
| 1857/59                     | 7.524                       |
| 1860/69                     | 63.514                      |
| 1870/79                     | 92.687                      |
| 1880/89                     | 622.202                     |
| 1890/99                     | 283.472                     |
| 1900/09                     | 924.889                     |
| 1910/19                     | 432.332                     |
| 1920/29                     | 854.331                     |
| 1930/39                     | 159.167                     |
| 1940/49                     | 336.030                     |
| 1950/59                     | 653.919                     |
| 1960/69                     | 379.864                     |
| 1970/76                     | 667.676                     |
| Total                       | 5.477.607                   |

Font: «Resum Estadístic del Moviment Migratori a la República Argentina (1857-1924)», Ministeri d'Agricultura de la Nació, secció Propaganda i Informes, Bs. As.,1925. Posteriors (Adreça Estadística de la Direcció nacional de Migracions).
| Taxa de migració neta (1869-2001) | Taxa de migració neta (1869-2001) | Taxa de migració neta (1869-2001)                 | Taxa de migració neta (1869-2001)              |
| Període                           | Migrants nets (mitjana anual)     | Població total del país (mitjana anual en milers) | Taxa de migració neta (per cada mil habitants) |
| --------------------------------- | --------------------------------- | ------------------------------------------------- | ---------------------------------------------- |
| 1870/1900                         | 33.962                            | 3.038                                             | 11,5                                           |
| 1900/10                           | 108.416                           | 5.702                                             | 18,4                                           |
| 1910/20                           | 32.893                            | 7.970                                             | 4,6                                            |
| 1920/30                           | 83.991                            | 10.349                                            | 8,2                                            |
| 1930/40                           | 21.945                            | 13.054                                            | 1,7                                            |
| 1940/50                           | 47.752                            | 15.491                                            | 3,1                                            |
| 1950/60                           | 60.158                            | 18.892                                            | 3,2                                            |
| 1960/70                           | 32.969                            | 22.277                                            | 1,5                                            |
| 1970/75                           | 57.986                            | 26.031                                            | 2,8                                            |
| 1975/90                           | -1388                             | 29.245                                            | -0,05                                          |
| 1990/2000                         | -2155                             | 34.732                                            | -0,01                                          |

### Estrangers a l'Argentina
| Proporció d'estrangers sobre la població total | Proporció d'estrangers sobre la població total | Proporció d'estrangers sobre la població total | Proporció d'estrangers sobre la població total           | Proporció d'estrangers sobre la població total   | Proporció d'estrangers sobre la població total   | Proporció d'estrangers sobre la població total   |
| Any                                            | Població total                                 | Total d'estrangers                             | Taxa mitjana anual de creixement(per cada mil habitants) | Percentatge d'estrangers sobre la població total | Percentatge d'estrangers sobre la població total | Percentatge d'estrangers sobre la població total |
| ---------------------------------------------- | ---------------------------------------------- | ---------------------------------------------- | -------------------------------------------------------- | ------------------------------------------------ | ------------------------------------------------ | ------------------------------------------------ |
| Any                                            | Població total                                 | Total d'estrangers                             | Taxa mitjana anual de creixement(per cada mil habitants) | Total                                            | Homes                                            | Dones                                            |
| 1869                                           | 1.877.490                                      | 210.330                                        | 11,2 %                                                   |                                                  |                                                  |                                                  |
| 1895                                           | 4.044.911                                      | 1.006.838                                      | 24,9 %                                                   |                                                  |                                                  |                                                  |
| 36,0                                           |                                                |                                                |                                                          |                                                  |                                                  |                                                  |
| 1914                                           | 7.903.662                                      | 2.391.171                                      | 30,3 %                                                   | 34,9 %                                           | 24,2 %                                           |                                                  |
| 20,4                                           |                                                |                                                |                                                          |                                                  |                                                  |                                                  |
| 1947                                           | 15.893.811                                     | 2.435.927                                      | 15,3 %                                                   | 17,4 %                                           | 13,2 %                                           |                                                  |
| 17,9                                           |                                                |                                                |                                                          |                                                  |                                                  |                                                  |
| 1960                                           | 20.013.793                                     | 2.604.447                                      | 13,0 %                                                   | 14,2 %                                           | 11,8 %                                           |                                                  |
| 15,6                                           |                                                |                                                |                                                          |                                                  |                                                  |                                                  |
| 1970                                           | 23.364.431                                     | 2.210.400                                      | 9,5 %                                                    | 10,0 %                                           | 8,9 %                                            |                                                  |
| 18,1                                           |                                                |                                                |                                                          |                                                  |                                                  |                                                  |
| 1980                                           | 27.949.480                                     | 1.903.159                                      | 6,8 %                                                    | 6,9 %                                            | 6,7 %                                            |                                                  |
| 14,7                                           |                                                |                                                |                                                          |                                                  |                                                  |                                                  |
| 1991                                           | 32.615.528                                     | 1.628.210                                      | 5,0 %                                                    | 4,9 %                                            | 5,1 %                                            |                                                  |
| 10,1                                           |                                                |                                                |                                                          |                                                  |                                                  |                                                  |
| 2001                                           | 36.260.130                                     | 1.531.940                                      | 4.2 %                                                    | 4,0 %                                            | 4,5 %                                            |                                                  |

| Percentatge de la població nascuda en països limítrofs i no limítrofs | Percentatge de la població nascuda en països limítrofs i no limítrofs | Percentatge de la població nascuda en països limítrofs i no limítrofs | Percentatge de la població nascuda en països limítrofs i no limítrofs |
| Any                                                                   | % de nascuts a l'estranger sobre la població total                    | % de nascuts en països limítrofs sobre la població total              | % de nascuts en països no limítrofs sobre la població total           |
| --------------------------------------------------------------------- | --------------------------------------------------------------------- | --------------------------------------------------------------------- | --------------------------------------------------------------------- |
| 1869                                                                  | 11,2                                                                  | 2,2                                                                   | 9,0                                                                   |
| 1895                                                                  | 24,9                                                                  | 2,9                                                                   | 22,0                                                                  |
| 1914                                                                  | 30,3                                                                  | 2,6                                                                   | 27,6                                                                  |
| 1947                                                                  | 15,3                                                                  | 2,0                                                                   | 13,4                                                                  |
| 1960                                                                  | 13,0                                                                  | 2,3                                                                   | 10,7                                                                  |
| 1970                                                                  | 9,5                                                                   | 2,3                                                                   | 7,2                                                                   |
| 1980                                                                  | 6,8                                                                   | 2,7                                                                   | 4,1                                                                   |
| 1991                                                                  | 5,0                                                                   | 2,5                                                                   | 2,5                                                                   |
| 2001                                                                  | 4,2                                                                   | 2,5                                                                   | 1,7                                                                   |

| Total               | 210.330 | 1.006.838 | 2.391.171 | 2.435.927 | 2.604.447 | 2.210.400 | 1.903.159 | 1.628.210 | 1.531.940 | 1.805.957 |
| Total               | 100 %   | 100 %     | 100 %     | 100 %     | 100 %     | 100 %     | 100 %     | 100 %     | 100 %     | 100 %     |
| Països limítrofs    | 41.360  | 115.892   | 206.701   | 313.264   | 467.260   | 533.850   | 753.428   | 817.144   | 923.215   | 1.245.054 |
| Països limítrofs    | 19,7 %  | 11,5 %    | 8,6 %     | 12,9 %    | 17,9 %    | 24,2 %    | 39,6 %    | 50,2 %    | 60,3 %    | 68,9 %    |
| Bolívia             | 6.194   | 7.361     | 18.256    | 47.774    | 89.155    | 92.300    | 118.141   | 145.670   | 233.464   | 345.272   |
| Bolívia             | 2,9 %   | 0,7 %     | 0,8 %     | 2,0 %     | 3,4 %     | 4,2 %     | 6,2 %     | 8,9 %     | 15,2 %    | 19,1 %    |
| Brasil              | 5.919   | 24.725    | 36.629    | 47.039    | 48.737    | 45.100    | 42.757    | 33.966    | 34.712    | 41.330    |
| Brasil              | 2,8 %   | 2,5 %     | 1,5 %     | 1,9 %     | 1,9 %     | 2,0 %     | 2,2 %     | 2,1 %     | 2,3 %     | 2,3 %     |
| Xile                | 10.883  | 20.594    | 34.568    | 51.563    | 118.165   | 133.150   | 215.623   | 247.987   | 212.429   | 191.147   |
| Xile                | 5,2 %   | 2,0 %     | 1,4 %     | 2,1 %     | 4,5 %     | 6,0 %     | 11,3 %    | 15,2 %    | 13,9 %    | 10,6 %    |
| Paraguai            | 3.288   | 14.562    | 28.592    | 93.248    | 155.269   | 212.200   | 262.799   | 254.115   | 325.046   | 550.713   |
| Paraguai            | 1,6 %   | 1,4 %     | 1,2 %     | 3,8 %     | 6,0 %     | 9,6 %     | 13,8 %    | 15,6 %    | 21,2 %    | 30,5 %    |
| Uruguai             | 15.076  | 48.650    | 88.656    | 73.640    | 55.934    | 51.100    | 114.108   | 135.406   | 117.564   | 116.592   |
| Uruguai             | 7,2 %   | 4,8 %     | 3,7 %     | 3,0 %     | 2,1 %     | 2,3 %     | 6,0 %     | 8,3 %     | 7,7 %     | 6,4 %     |
| Països no limítrofs | 168.970 | 890.946   | 2.184.496 | 2.122.663 | 2.137.187 | 1.676.550 | 1.149.731 | 811.032   | 608.725   | 560.903   |
| Països no limítrofs | 80,3 %  | 88,5 %    | 91,4 %    | 87,1 %    | 82.1 %    | 75,8 %    | 60,4 %    | 49,8 %    | 39,7 %    | 31,1 %    |
| Espanya             | 34.068  | 198.685   | 841.149   | 749.392   | 715.685   | 514.500   | 373.984   | 244.212   | 134.417   | 94.030    |
| Espanya             | 16,2 %  | 19,7 %    | 35,2 %    | 30,8 %    | 27,5 %    | 23,3 %    | 19,7 %    | 15,0 %    | 8,8 %     | 5,2 %     |
| Itàlia              | 71.403  | 492.636   | 942.209   | 786.207   | 878.298   | 637.050   | 488.271   | 356.923   | 216.718   | 147.499   |
| Itàlia              | 33,9 %  | 48,9 %    | 39,4 %    | 32,3 %    | 33,7 %    | 28,8 %    | 25,7 %    | 21,9 %    | 14,1 %    | 8,2 %     |
| Altres Països       | 63.499  | 199.625   | 401.138   | 587.064   | 543.204   | 525.000   | 287.476   | 209.897   | 257.590   | 319.374   |
| Altres Països       | 30,2 %  | 19,8 %    | 16,8 %    | 24,1 %    | 20,9 %    | 23,8 %    | 15,1 %    | 12,9 %    | 16,8 %    | 17,7 %    |

| Grandària i composició de la població estrangera (2001) | Grandària i composició de la població estrangera (2001) | Grandària i composició de la població estrangera (2001) |
| Lloc de naixement                                       | Habitants                                               | Percentatge pel que fa al total d'estrangers            |
| ------------------------------------------------------- | ------------------------------------------------------- | ------------------------------------------------------- |
| Amèrica                                                 | 1.041.117                                               | 67,96 %                                                 |
| Països limítrofs                                        | 923.215                                                 | 60,26 %                                                 |
| Paraguai                                                | 325.046                                                 | 21,22 %                                                 |
| Bolívia                                                 | 233.464                                                 | 15,24 %                                                 |
| Xile                                                    | 197.147                                                 | 13,87 %                                                 |
| Uruguai                                                 | 117.564                                                 | 7,67 %                                                  |
| Brasil                                                  | 34.712                                                  | 2,27 %                                                  |
| Països no limítrofs                                     | 117.902                                                 | 7,70 %                                                  |
| Perú                                                    | 88.260                                                  | 5,76 %                                                  |
| Resta d'Amèrica                                         | 29.642                                                  | 1,93 %                                                  |
| Europa                                                  | 432.349                                                 | 28,22 %                                                 |
| Alemanya                                                | 10.362                                                  | 0,68 %                                                  |
| Espanya                                                 | 134.417                                                 | 8,77 %                                                  |
| França                                                  | 6.578                                                   | 0,43 %                                                  |
| Itàlia                                                  | 216.718                                                 | 14,15 %                                                 |
| Polònia                                                 | 13.703                                                  | 0,89 %                                                  |
| Exiugoslàvia                                            | 3.210                                                   | 0,21 %                                                  |
| Ex URSS                                                 | 4.156                                                   | 0,27 %                                                  |
| Resta d'Europa                                          | 43.205                                                  | 2,82 %                                                  |
| Àsia                                                    | 29.672                                                  | 1,94 %                                                  |
| Xina                                                    | 4.184                                                   | 0,27 %                                                  |
| Corea                                                   | 8.205                                                   | 0,54 %                                                  |
| Japó                                                    | 4.753                                                   | 0,31 %                                                  |
| Líban                                                   | 1.619                                                   | 0,11 %                                                  |
| Síria                                                   | 2.350                                                   | 0,15 %                                                  |
| Taiwan                                                  | 3.511                                                   | 0,23 %                                                  |
| Resta                                                   | 5.050                                                   | 0,33 %                                                  |
| Àfrica                                                  | 1.883                                                   | 0,12 %                                                  |
| Oceania                                                 | 747                                                     | 0,05 %                                                  |
| Desconegut                                              | 26.172                                                  | 1,71 %                                                  |
| TOTAL                                                   | 1.531.940                                               | 100 %                                                   |

### Índex de masculinitat
| Argentins                                    | 95  | 99  | 97,3  |
| Espanyols                                    | 189 | 161 | 103,6 |
| Francesos                                    | 148 | 124 | 79,4  |
| Italians                                     | 179 | 171 | 127,4 |
| Russos                                       | 121 | 142 | 111   |
| Turcs                                        | 335 | 428 | 125,7 |
| Total d'estrangers                           | 172 | 172 | 119,8 |
| Total general                                | 111 | 115 | 100   |
| Fuentes: Censos nacionals 1898, 1914 i 1960. |     |     |       |

### Destinació dels immigrants
| Províncies amb més de 5 % de població estrangera(Cens 2001) | Províncies amb més de 5 % de població estrangera(Cens 2001) | Províncies amb més de 5 % de població estrangera(Cens 2001) | Províncies amb més de 5 % de població estrangera(Cens 2001) |
| Província                                                   | Població total                                              | Estrangers                                                  | % estrangers sobre total                                    |
| ----------------------------------------------------------- | ----------------------------------------------------------- | ----------------------------------------------------------- | ----------------------------------------------------------- |
| Santa Cruz                                                  | 196.958                                                     | 23.665                                                      | 12,02                                                       |
| Ciutat de Buenos Aires                                      | 2.776.138                                                   | 316.739                                                     | 11,41                                                       |
| Terra del Foc, Antàrtida i IAS                              | 101.079                                                     | 11.200                                                      | 11,08                                                       |
| Riu Negre                                                   | 552.822                                                     | 48.416                                                      | 8,76                                                        |
| Neuquén                                                     | 474.155                                                     | 33.999                                                      | 7,17                                                        |
| Partits del Gran Buenos Aires                               | 8.684.437                                                   | 596.766                                                     | 6,87                                                        |
| Chubut                                                      | 413.237                                                     | 27.425                                                      | 6,64                                                        |
| Jujuy                                                       | 611.888                                                     | 30.593                                                      | 5,00                                                        |